# The Caillaux Case
Pour plus de détails, voir Fiche technique et Distribution.
The Caillaux Case est un film dramatique américain réalisé par Richard Stanton, sorti en 1918. Il s'inspire de l'Affaire Caillaux, dans laquelle l'épouse du Ministre des finances de l'époque, assassine Gaston Calmette, directeur du journal Le Figaro.

## Synopsis
Basé sur un scandale international qui a frappé la France d'avant-guerre, lorsque le rédacteur en chef du quotidien parisien Le Figaro, Gaston Calmette, a été abattu par Mme Caillaux, épouse du Ministre des Finances, pour avoir dénoncé les activités traître de son mari au nom de l'Allemagne. Un procès sensationnel a ensuite révélé l'ampleur de l'infiltration du réseau d'espionnage de Caillaux sur le gouvernement français.

## Fiche technique
Sauf indication contraire, les informations mentionnées dans cette section peuvent être confirmées par la base de données cinématographiques IMDb,  présente dans la section « Liens externes ».
- Titre original : The Caillaux Case
- Réalisation : Richard Stanton
- Scénario : Adrian Johnson
- Photographie : Henry Cronjager
- Société de production : Fox Film Corporation
- Pays de production :  États-Unis
- Format : noir et blanc - 1,33:1 - muet
- Genre : drame
- Durée : 7 bobines[1]
- Date de sortie :
  - États-Unis : 15 septembre 1918

## Distribution

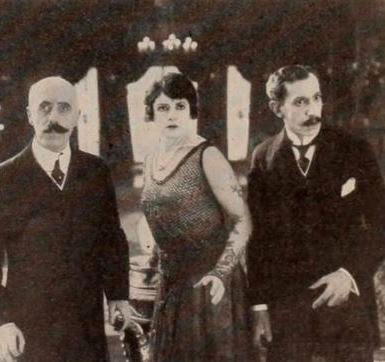
The Caillaux Case (1918), page 21 du Exhibitors Herald du 25 mai 1918.

- Madlaine Traverse : Henriette Caillaux
- Henry Warwick : Joseph Caillaux
- George Majeroni : Bolo Pacha
- Eugene Ormonde : Gaston Calmette
- Philip Van Loan : Léo Claretie
- Emile La Croix : M. Renouard
- Norma McCloud : Germaine Claretie
- George Humbert : Albert Calmette
- Frank McGlynn Sr. : l'empereur Guillaume d'Allemagne (crédité Frank McGlynn)